# Santonen (klippa)
Santonen är en klippa i Finland.   Den ligger i kommunen Kemi i den ekonomiska regionen  Kemi-Torneå  och landskapet Lappland, i den norra delen av landet, 600 km norr om huvudstaden Helsingfors.
Terrängen runt Santonen är mycket platt. Havet är nära Santonen åt sydväst.  Närmaste större samhälle är Kemi, 6,1 km norr om Santonen. 